# Nazionale maschile di beach soccer della Costa Rica
La nazionale di beach soccer della Costa Rica rappresenta la Costa Rica nelle competizioni internazionali di beach soccer.

## Rosa
Aggiornata a novembre 2009
| N. |                       | Ruolo | Calciatore        |
| -- | --------------------- | ----- | ----------------- |
| 1  | Costa Rica (bandiera) | P     | Claudio Adanis    |
| 2  | Costa Rica (bandiera) | D     | Andres Villegas   |
| 3  | Costa Rica (bandiera) | D     | Jose Mendoza      |
| 4  | Costa Rica (bandiera) | C     | Alfredo Azuola    |
| 5  | Costa Rica (bandiera) | A     | Luis Jimenez      |
| 6  | Costa Rica (bandiera) | C     | Christian Sanchez |

| N. |                       | Ruolo | Calciatore      |
| -- | --------------------- | ----- | --------------- |
| 7  | Costa Rica (bandiera) | A     | William Leon    |
| 8  | Costa Rica (bandiera) | C     | Jason Campos    |
| 9  | Costa Rica (bandiera) | A     | Greivin Pacheco |
| 10 | Costa Rica (bandiera) | C     | Danny Jonhson   |
| 11 | Costa Rica (bandiera) | D     | Jossimar Downer |
| 12 | Costa Rica (bandiera) | P     | Niels Fallas    |

Allenatore: Franklin Zuñiga